# Scolionema palmarum
Scolionema palmarum är en svampart som först beskrevs av Kunze, och fick sitt nu gällande namn av Theiss. & Syd. 1918. Scolionema palmarum ingår i släktet Scolionema och familjen Parodiopsidaceae.   Inga underarter finns listade i Catalogue of Life.